# Galijun
Galijun je veliki, višepalubni jedrenjak koji su koristile gotovo sve europske pomorske države od 16. do 18. stoljeća. Bili su korišteni i kao ratni i kao trgovački brodovi te su bili naoružani s mnogo topova. Razvili su se od karavela i karaka te su imali tri do četiri jarbola.
Galijuni su obično imali 500 do 700 tona iako su Manilski galijuni imali i do 2000 tona. Bili su brži i stabilniji na vodi od svojih prethodnika te su služili za velika prekooceanska putovanja. Španjolska ih je koristila za dovođenje bogatstva iz Novog svijeta od tada su poznati kao Španjolska flota s blagom. Mnogi od tih galijuna su tijekom 17. stoljeća bili žrtve pirata i gusara koji su harali Karibima. Mnogi su i potonuli u olujama na putu za Španjolsku.
Kako su u svim tadašnjim mornaricama služili i kao ratni brodovi, od njih su se razvili linijski brodovi. S mora su počeli nestajati početkom 18. stoljeća. 

## Vanjske poveznice
- Galijun Hrvatska tehnička enciklopedija, portal hrvatske tehničke baštine. LZMK